# آناتولی ولکوف
آناتولی ولکوف (انگلیسی: Anatoli Volkov؛ زاده ۸ مارس ۱۹۴۸) یک تنیس‌باز اهل اتحاد جماهیر شوروی سوسیالیستی است.